# Téguey
Téguey (auch: Taguey, Tégué, Téguèye, Zégué) ist ein Dorf in der Landgemeinde Dargol in Niger.

## Geographie
Das von einem traditionellen Ortsvorsteher (chef traditionnel) geleitete Dorf befindet sich rund 16 Kilometer südwestlich des Hauptorts Kolmane der Landgemeinde Gorouol, die zum Departement Téra in der Region Tillabéri gehört. Zu weiteren Siedlungen in der Umgebung von Téguey zählen Wanzerbé im Nordwesten, Wézé Bangou im Norden, Alkondji im Nordosten und Bellé Koira im Südwesten.
Téguey liegt im Dünengebiet im Westen Nigers. Die Siedlung ist Teil der Übergangszone zwischen Sahel und Sudan. Die durchschnittliche jährliche Niederschlagsmenge beträgt hier zwischen 400 und 500 mm. Unmittelbar südlich des Dorfes erstreckt sich ein 85 Hektar großer permanenter See, die Mare de Téguey.

## Geschichte
Bei einer Untersuchung im April 1982 wurde beim Befall mit der Saugwürmer-Art Schistosoma haematobium unter den 4- bis 17-Jährigen im Ort eine Prävalenz von 89 Prozent festgestellt.
Die Regierung Nigers löste Anfang 2019 den Gemeinderat von Gorouol auf, nachdem dieser irreguläre Schritte unternommen hatte, den Gemeindehauptort von Kolmane nach Téguey zu verlegen.
Wie in zahlreichen anderen Orten in der Grenzregion zu Burkina Faso und Mali war es bis Mitte 2020 zu einem Eindringen nichtstaatlicher bewaffneter Gruppen gekommen. Eine Gruppe von zehn Personen kam am 24. Januar 2023 auf Motorrädern nach Téguey und forderte die Einwohner auf, das Dorf innerhalb von 48 Stunden zu verlassen. Nach den Drohungen flüchteten über 7000 Menschen aus der Gegend in den Departementshauptort Bankilaré. In der Nacht von 20. auf 21. März 2024 töteten schwer bewaffnete Angreifer bei Téguey 23 Soldaten und verletzten 17 weitere. Die Militärjunta rief daraufhin eine dreitägige Staatstrauer aus.

## Bevölkerung
Bei der Volkszählung 2012 hatte Téguey 1887 Einwohner, die in 296 Haushalten lebten. Bei der Volkszählung 2001 betrug die Einwohnerzahl 1849 in 227 Haushalten und bei der Volkszählung 1988 belief sich die Einwohnerzahl auf 1932 in 261 Haushalten.
In ethnischer Hinsicht leben Songhai und Tuareg im Dorf.

## Wirtschaft und Infrastruktur
Die Hauptaktivitäten der Bevölkerung sind der Ackerbau und die Viehzucht. Im Dorf wird ein Wochenmarkt abgehalten. Der Markttag ist Montag. Mit einem Centre de Santé Intégré (CSI) ist ein Gesundheitszentrum vorhanden. Es gibt eine Schule.
Durch Téguey verläuft die 152,4 Kilometer lange Nationalstraße 5 zwischen der Stadt Téra und der Staatsgrenze zu Mali. Es handelt sich in diesem Abschnitt um eine einfache Erdstraße. In Téguey zweigt die 15,83 Kilometer lange Route 684 ab, die als wenig ausgebaute Landstraße zum Gemeindehauptort Kolmane führt. In der Regenzeit ist das Dorf wegen des schlechten Straßenzustands oft für mehrere Tage von der Außenwelt abgeschnitten.